# Argentina na Letních olympijských hrách 2012
Argentina se účastnila Letní olympiády 2012 v 22 sportech. Zastupovalo ji 142 sportovců (99 mužů a 43 žen).

## Medailové pozice
| Medaile | Jméno | Sport         | Disciplína    |
| ------- | --- | ------------- | ------------- |
| Zlato   | Sebastián Crismanich | Taekwondo     | Muži 80 kg    |
| Stříbro | Luciana Aymarová Noel Barrionuevo Martina Cavallero Laura del Colle Silvina D'Elia Florencia Habif Rosario Luchetti Sofia Maccari Delfina Merino Maria Florencia Mutio Macarena Rodríguez Carla Rebecchi Rocío Sanchez Moccia Daniela Sruoga Maria Josefina Sruoga | Pozemní hokej | ženy družstvo |
| Bronz   | Juan Martín del Potro | Tenis         | Muži dvouhra  |
| Bronz   | Lucas Calabrese Juan de la Fuente | Jachting      | muži 470      |